# Minaya
Minaya község Spanyolországban, Albacete tartományban. Lakosainak száma 1387 fő (2024).

## Földrajza
Minaya La Roda, Villarrobledo, Casas de los Pinos és Casas de Haro községekkel határos.

## Népesség
A település lakosságának változását az alábbi diagram mutatja:
| Lakosok száma | 1755 | 1704 | 1773 | 1775 | 1682 | 1571 | 1543 | 1501 | 1483 | 1387 |
|               | 2001 | 2004 | 2006 | 2009 | 2011 | 2014 | 2016 | 2019 | 2021 | 2024 |